# سرو برکه
سرو برکه (نام علمی: Taxodium ascendens) نام یک گونه از سرده دارتالاب است.